# Малево (Зарічанське лісництво, квартал 9)
Малево — заповідне урочище місцевого значення. Об'єкт розташований на території Надвірнянського району Івано-Франківської області, Зарічанське лісництво, квартал 9, виділ 24.
Площа — 12,0000 га, статус отриманий у 1988 році.